# 欧特斯
欧特斯，是西班牙加利西亚自治区拉科鲁尼亚省的一个市镇。总面积99.7km², 总人口6412人（2018年），人口密度64人/km²。

## 地理
坦布雷河流经欧特斯，最终注入穆罗斯-诺亚湾，湾边的主要山峰是特雷穆索山。

## 人口
| 欧特斯历史人口变化图                                                  |
|                                                                       |
| 来源：西班牙国家统计局（1900-1991年，实际人口）（2000年- ，登记人口） |

欧特斯的人口在20世纪后半叶出现了持续减少，主要原因是其向欧洲诸国、美国以及加那利群岛移民的增多。进入21世纪后，由于工作机会的减少，人口外迁现象仍在持续。

## 政治
| 2011年5月22日市镇选举结果 |       |        |        |
| 政党                      | 票数  | %      | 议席数 |
| PPdeG                     | 2,890 | 65.94% | 9      |
| BNG                       | 907   | 20.69% | 3      |
| PSdeG-PSOE                | 521   | 11.89% | 1      |

| 2015年5月25日市镇选举结果 |      |         |        |
| 政党                      | 票数 | %       | 议席数 |
| PPdeG                     | 2002 | 51.44 % | 8      |
| CxG-CCTT                  | 1205 | 30.96 % | 4      |
| PSdeG-PSOE                | 438  | 11.25 % | 1      |
| BNG                       | 191  | 4.91 %  | 0      |

- 备注：
  - 加利西亚人民党（PPdeG）
  - 加利西亚工人社会党（PSdeG-PSOE）
  - 加利西亚民族主义集团（BNG）
  - 对加利西亚的承诺（CxG-CCTT）

## 图集

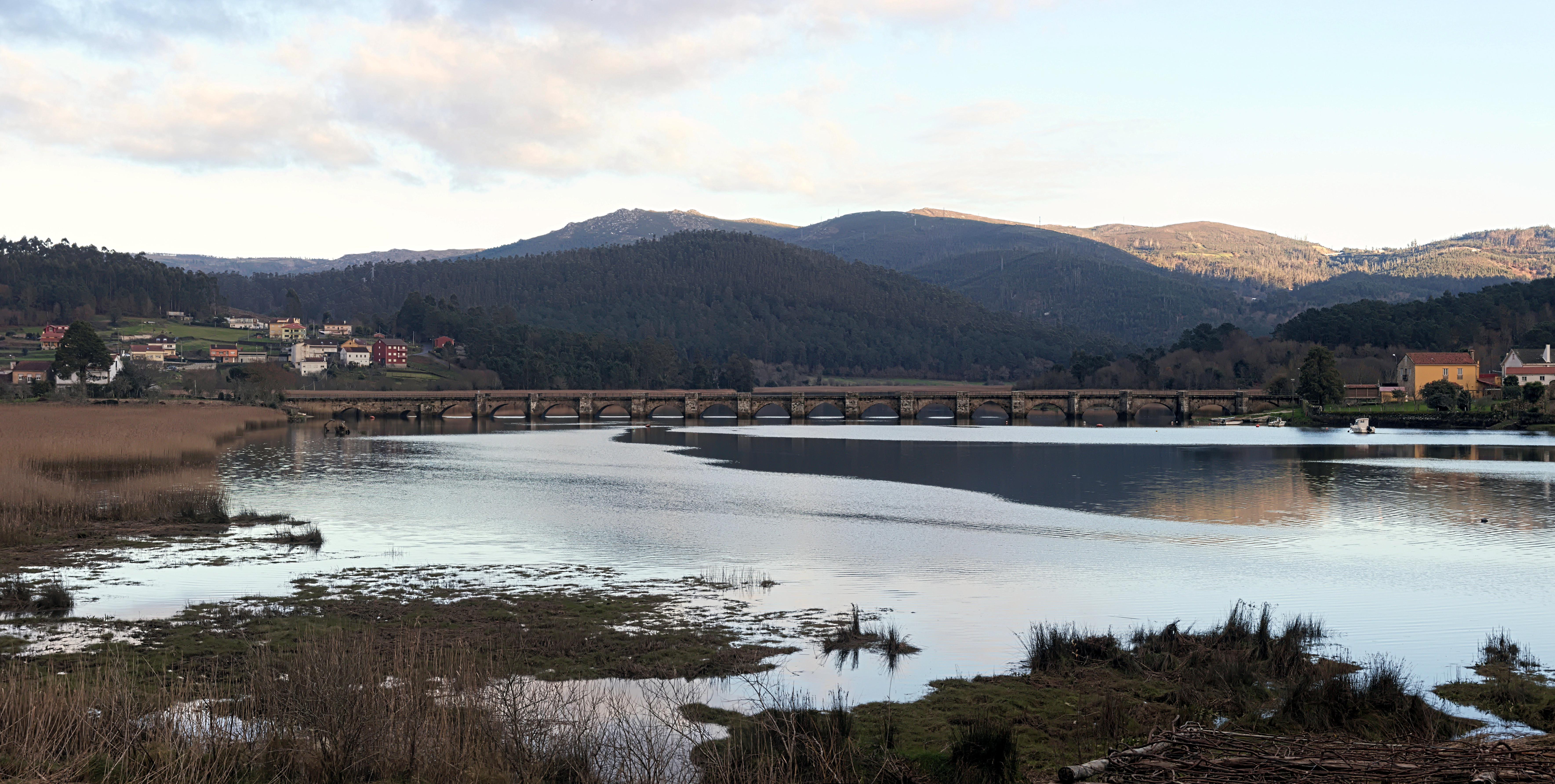
坦布雷河上的纳方索桥
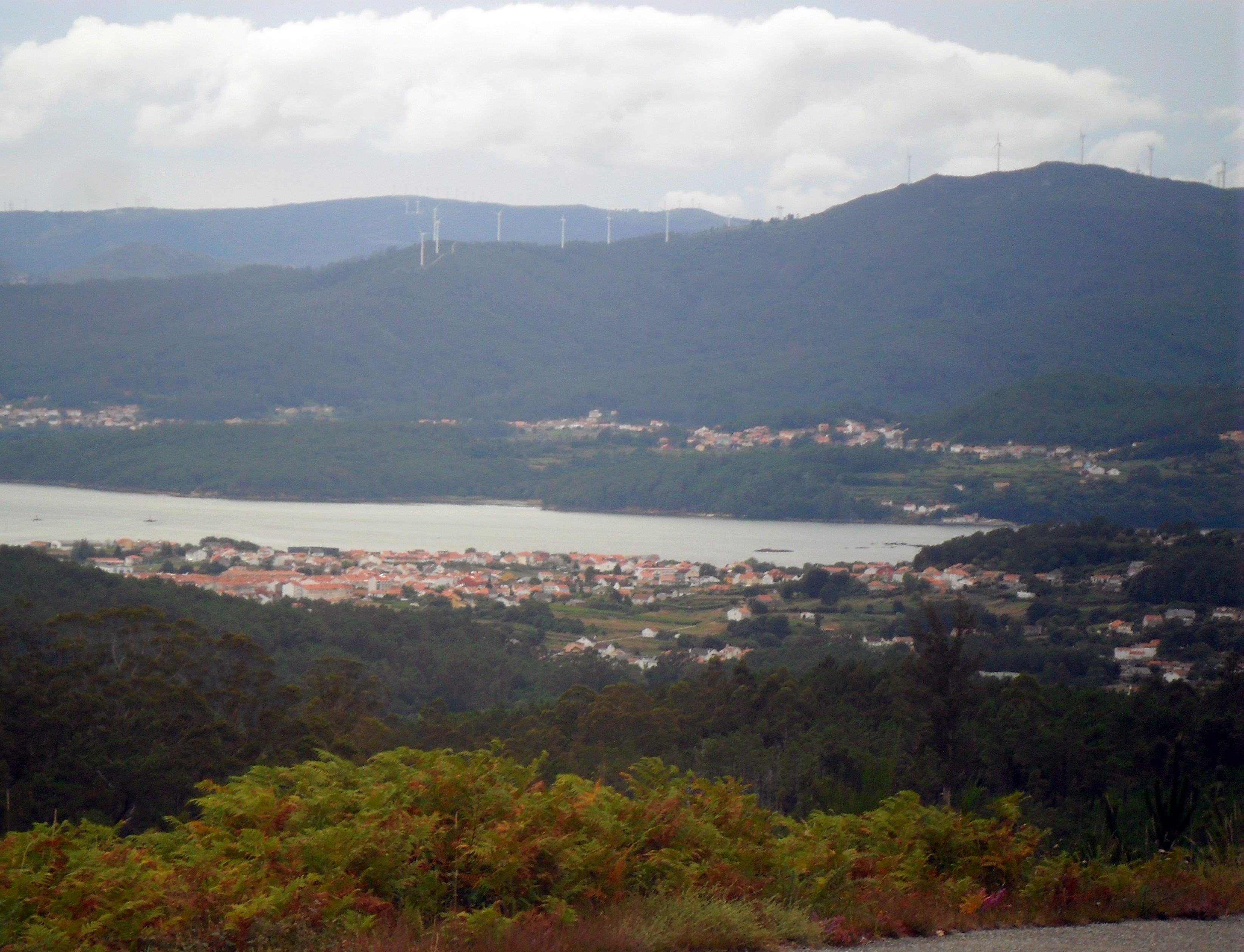
特雷穆索山风力发电场
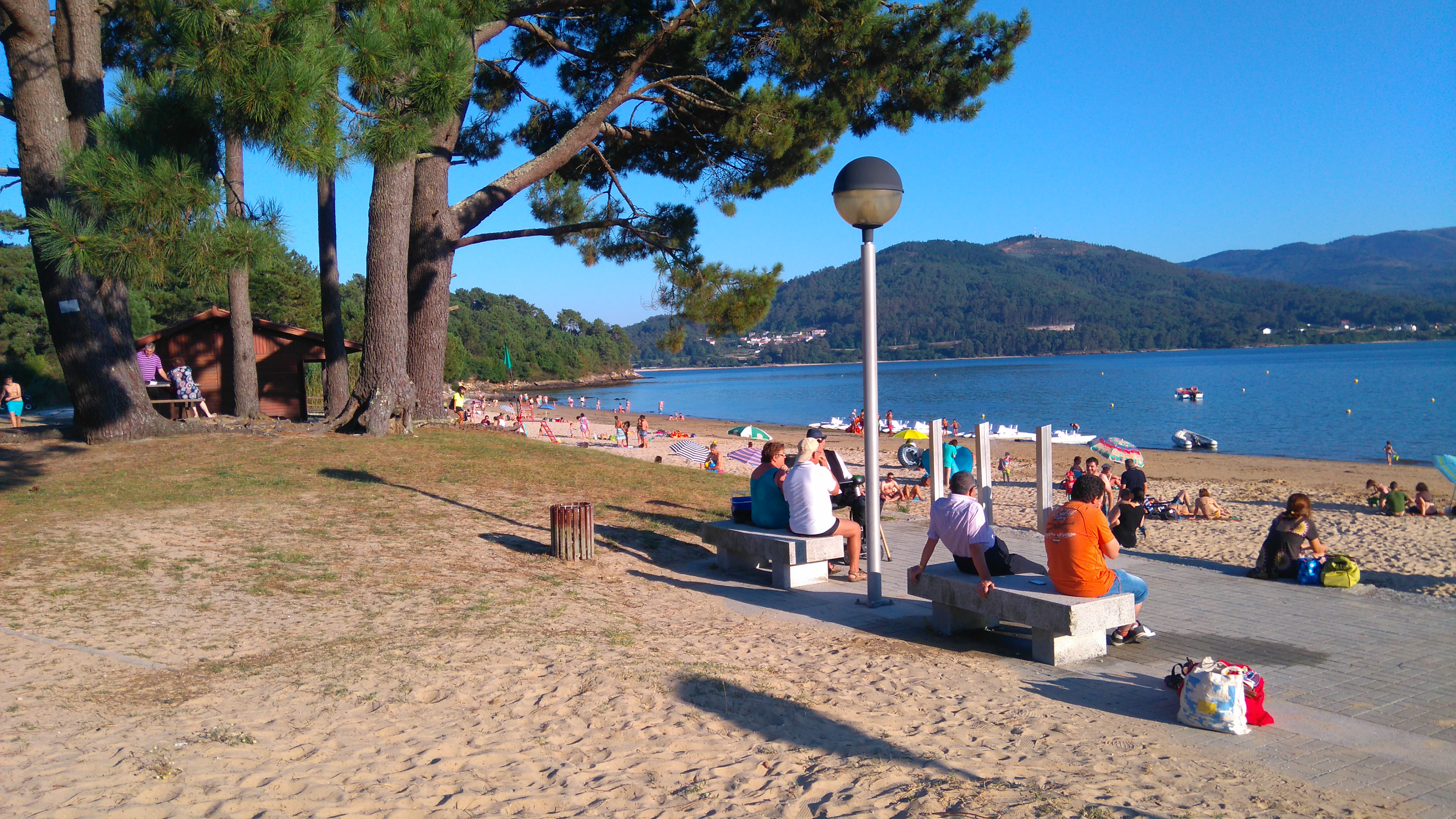
海滩
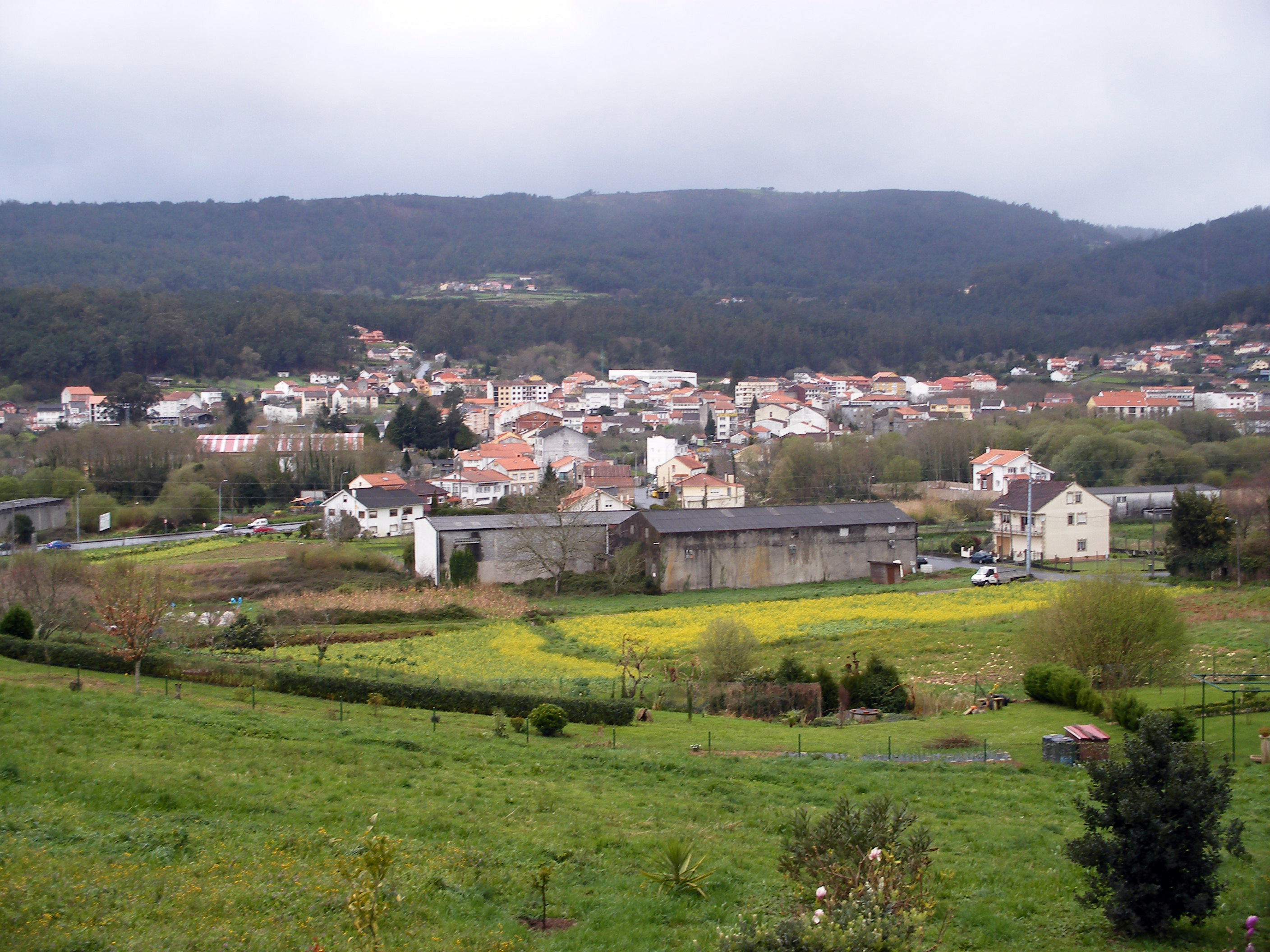
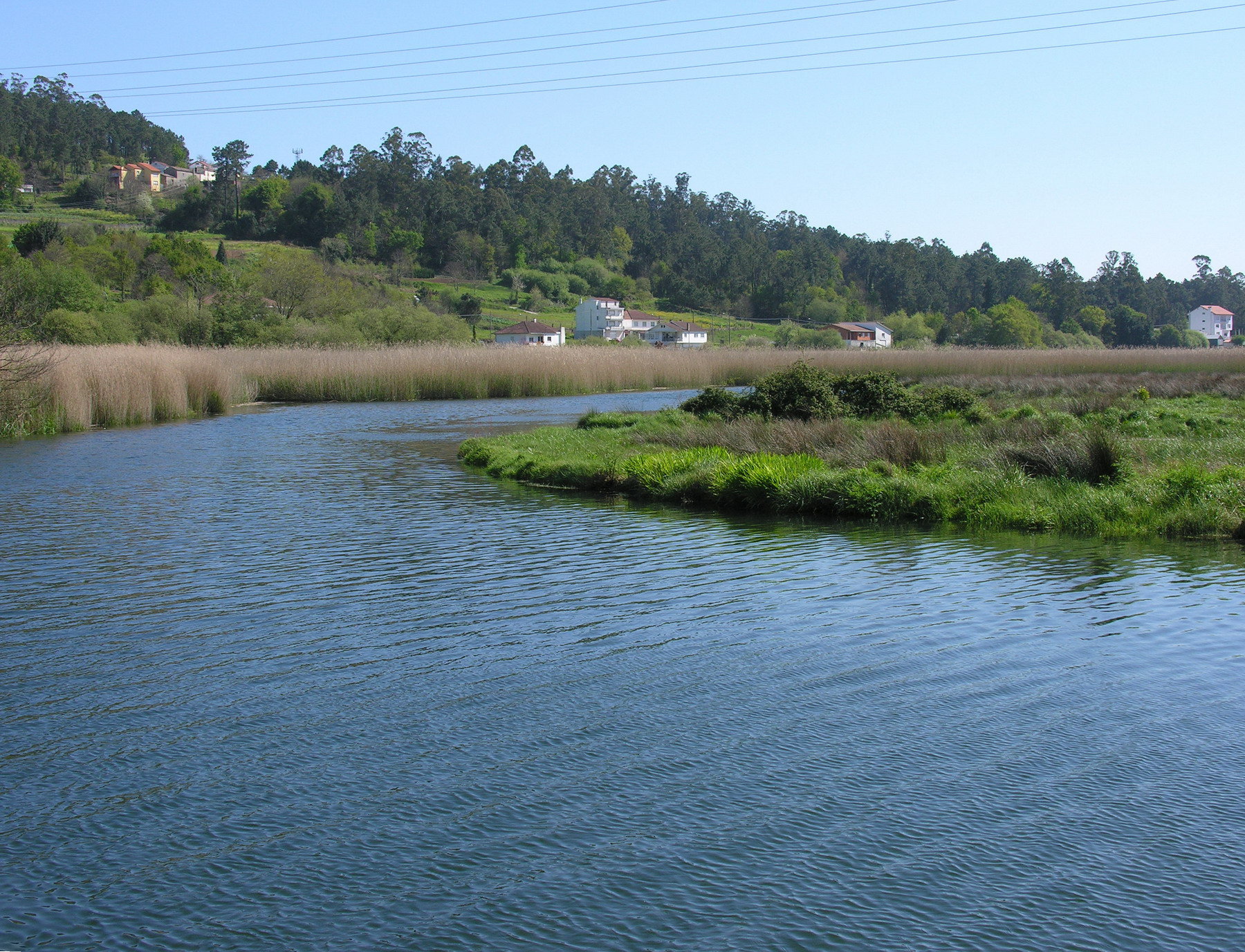
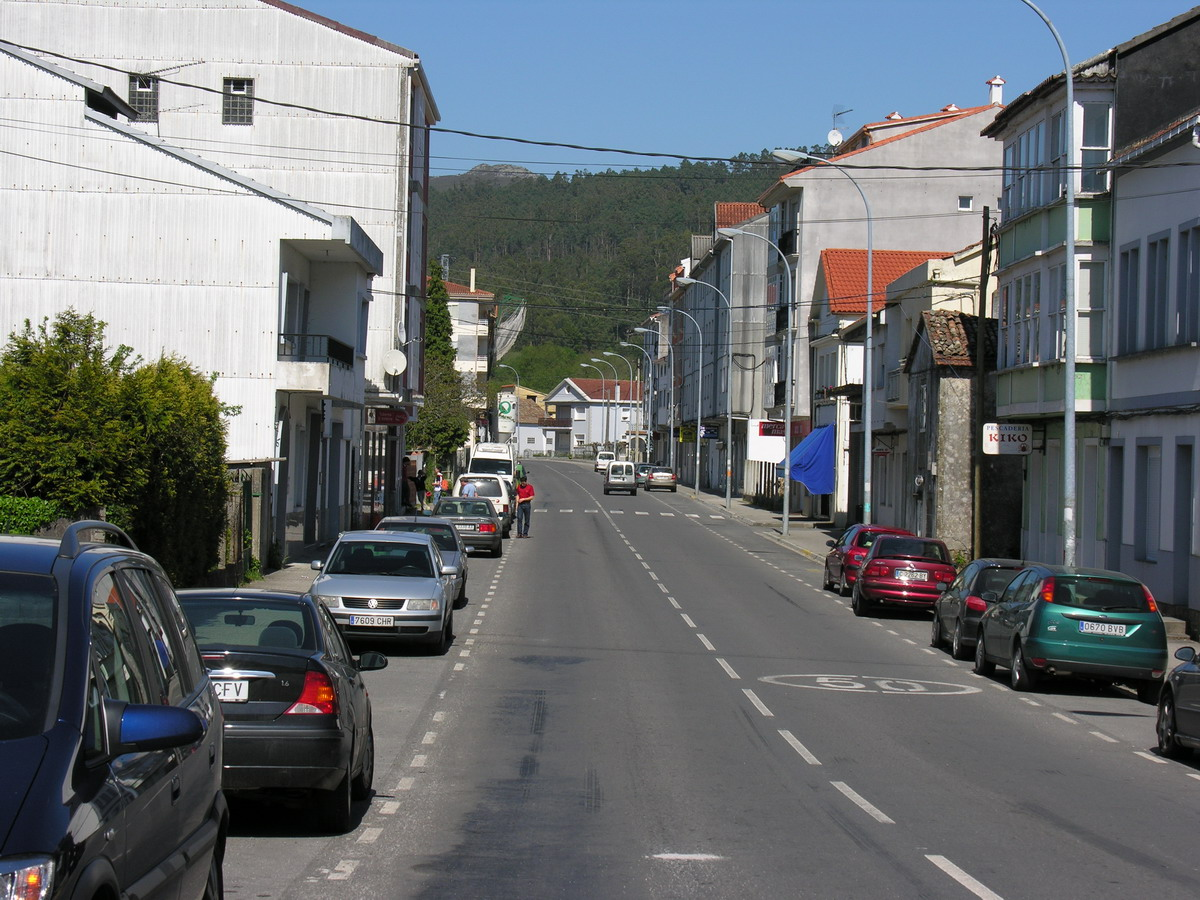